# Institut central de recherche sur les plantes cultivées tubéreuses
L’Institut central de recherche sur les plantes cultivées tubéreuses (Central Tuber Crops Research Institute, ICAR-CTCRI), est un institut de recherche indien membre du Conseil indien de la recherche agronomique (Indian Council of Agricultural Research, ICAR). C'est le seul centre de recherche au monde exclusivement destiné à la recherche sur les plantes tropicales à tubercules. Cet institut, fondé en 1963, avec son siège à Thiruvananthapuram (Kerala), occupe une superficie de 48,19 hectares. Le siège de l'ICAR-CTCRI est situé à Sreekaryam à une distance 12 km de l'aéroport international de Thiruvananthapuram et 10 km de la gare ferroviaire centrale de Thiruvananthapuram et de la gare centrale des bus de Thiruvananthapuram. L'institut a un centre régional à Bhubaneswar, Odisha créé en 1976 pour répondre aux besoins de l'Inde orientale, avec une superficie de 20 hectares, situé à 8 km de l'aéroport de Bhubaneswar et 7 km de gare ferroviaire de Bhubaneswar.

## Recherche
La recherche sur les plantes cultivées tropicales à tubercules est la mission principale du CRCRI. Chaque division du CTCRI concentre ses programmes de recherche sur des aspects séparés des plantes tubéreuses.
- La division d'amélioration des plantes concentre ses activités sur la  collection de germoplasme des différentes plantes tubéreuses cultivées provenant de toutes les parties du monde et sur leur conservation dans des banques de gène aussi bien au champ que in vitro. Une autre activité importante de cette division est la mise au point de nouvelles variétés de tubercules à rendement plus élevé et dotés d’autres caractères pouvant être utilisés à des fins industrielles ou alimentaires.
- La division de la production végétale  est engagée dans le développement de nouvelles techniques agricoles pour les cultures de tubercules tropicaux dans les différentes régions agroclimatiques.
- La division de la protection des cultures élabore des stratégies et des produits pour lutter contre les parasites et les maladies des tubercules tropicaux.
- La division de l'utilisation des cultures concentre ses activités sur la valorisation et la transformation après récolte des tubercules tropicaux.
- La section de vulgarisation et des sciences sociales participe au transfert des technologies développées par l'ICRCT à sa clientèle.